# Sicilienne (Tailleferre)
Pour les articles homonymes, voir Sicilienne.
Sicilienne est une œuvre pour piano de Germaine Tailleferre composée en 1928.

## Présentation
La Sicilienne pour piano de Tailleferre est composée en décembre 1928 et publiée par Heugel en 1929.
Pour la musicologue Caroline Potter, l'œuvre, au rythme de sicilienne, « déploie l'écriture complexe que l'on retrouve dans de nombreuses pièces pour piano de la compositrice, souvent écrites sur trois portées ».
Pour Guy Sacre, la partition est « pleine d'indolence et de volupté, [...et] s'amuse à employer une mixture de jazz (accords de blues, doucement berceurs) et d'espagnol (l'épisode en mi bémol, avec sa plaintive sixte mineure et ses accents plus violents) ».
Sicilienne, dédiée à Ralph Barton, premier mari de Germaine Tailleferre, est en fa majeur. La pièce est d'une durée moyenne d'exécution de trois minutes environ.

## Discographie sélective
- Germaine Tailleferre : Œuvres pour piano, Cristina Ariagno (piano), Timpani 1C1074, 2003.
- Germaine Tailleferre: Her Piano Works, Revived. 1, Nicolas Horvath (piano), Grand Piano GP891, 2022[4].
- The Flower of France (La Fleur de France) – Germaine Tailleferre Piano Works, Quynh Nguyen (en) (piano), Music & Arts MACD1306, 2023.